# Vägara laht
Vägara laht är en sjö i Estland.   Den ligger i kommunen Kärla vald och landskapet Saaremaa (Ösel), i den västra delen av landet, 190 km sydväst om huvudstaden Tallinn. Arean är 0,47 kvadratkilometer.   Den sträcker sig 0,7 kilometer i nord-sydlig riktning, och 1,1 kilometer i öst-västlig riktning.